# Lokpool

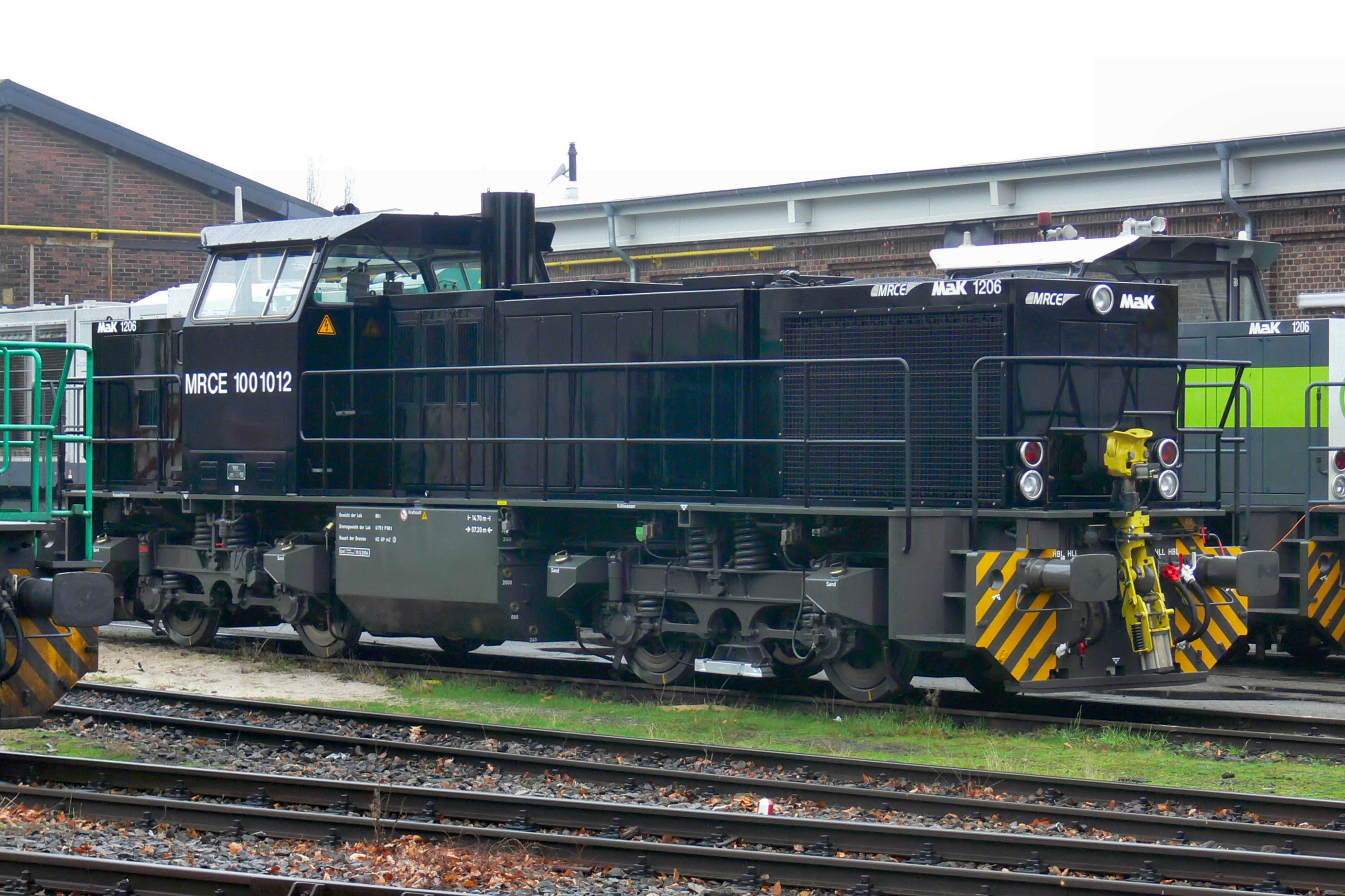
Lokomotiva MaK G1206 z lokpoolu MRCE

Lokpool je označení společnosti nebo organizace, která se zabývá pronájmem, případně též leasingem, lokomotiv či jiných hnacích vozidel a elektrických či motorových jednotek. Tyto společnosti jsou zakládány především finančními institucemi nebo výrobci těchto vozidel.

## Lokpooly v Evropě
Mezi významné evropské lokpooly patří např.:
- Angel Trains – původně součást finanční skupiny Royal Bank of Scotland Group[1], v roce 2008 prodána společnosti Babcock & Brown, která již měla podíl v lokpoolu CBRail.[2]
- MRCE Dispolok – společnost, která je součástí japonské skupiny Mitsui, vznikla v roce 2008 sloučením firem Dispolok (dříve součást skupiny Siemens) a Mitsui Rail Capital Europe (MRCE).[3]
- CBRail – společný podnik společností Babcock & Brown a Bank of Scotland.[4]
- ELL Austria – společnost financovaná americkým fondem KKR.[5]
- Railpool – německá společnost se sídlem v Mnichově

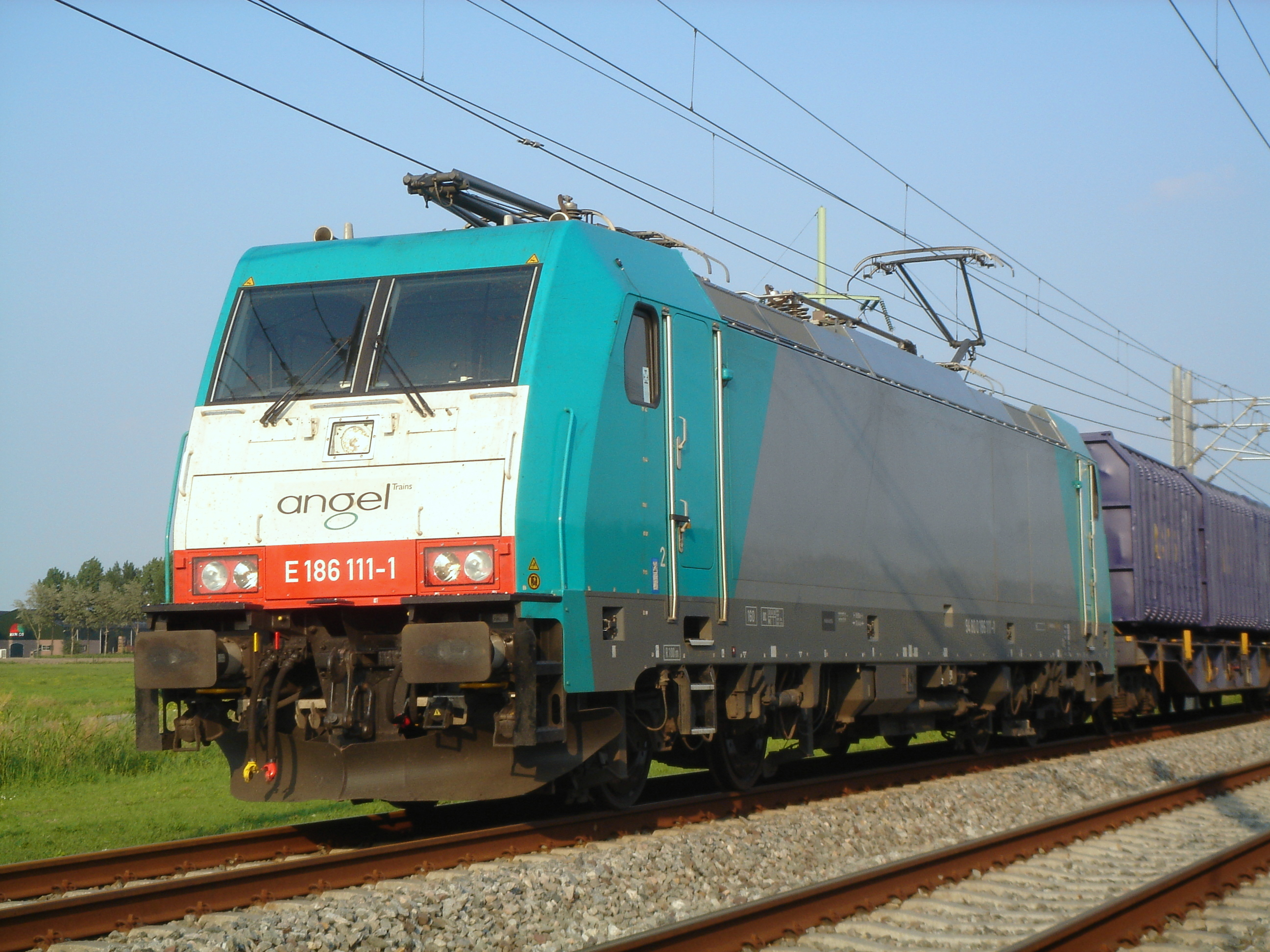
Lokomotiva E186 z lokpoolu Angel Trains

## Lokpooly v České republice
Pronájem lokomotiv pro potřeby dopravců nabízí v Česku zejména společnost LokoTrain, která disponuje flotilou nejmodernějších elektrických lokomotiv Siemens Vectron, ale i několika staršími lokomotivami z produkce Škoda. Další společností která má vlastní lokpool, ovšem zejména starší motorové  lokomotivy 742 je BF Logistics, která tuto činnost sama označuje jako lokpool.